# Classe Kanin
La classe Gnevnyj o Progetto 57, secondo la classificazione sovietica, era costituita da 8 unità fu la prima classe di cacciatorpediniere concepiti come unità missilistiche nella Marina Sovietica. La classe era conosciuta in Occidente come classe Krupny e dopo gli ammodernamenti come classe Kanin.
La costruzione delle unità venne avviata nel 1958-59 e completata nel 1960-61; le unità furono convertite a partire dal 1965 e sono state tutte demolite tra il 1987 e il 1991.

## Caratteristiche
Lo scafo e l'apparato propulsivo sono dei Kotlin. Le unità erano dotate di due lanciamissili, uno a ciascuna estremità, per missili SS-N-1, ma la loro installazione limitò quella di altri sistemi di difesa, mentre questi missili che costituivano l'armamento principale di queste unità si rivelarono ben presto obsoleti.
Le mitragliere da 45 mm vennero sostituite con i nuovi pezzi da 57 mm, sempre montati in impianti quadrupli ZIF-75.

## Ammodernamenti
Avendo i missili SS-N-1 mostrato chiaramente notevoli limiti, dal 1965 la marina sovietica decise di convertire le navi da unità ASuW a unità multiruolo/ASW.
Dopo le modifiche la classe venne denominata da parte della NATO Classe Kanin. Secondo Conway la modernizzazione si è rivelata molto costosa e sembra abbia scoraggiato i sovietici da qualsiasi ulteriore completa ricostruzione di navi più vecchie.